# Petra Blazek
Petra Blazek (født 15. juni 1987 i Mödling) er en østrigsk håndboldspiller som spiller for for HCM Râmnicu Vâlcea og østrigs håndboldlandshold.

## Karriere
I en alder af seks, begyndte Blazek at spille håndbold for Hypo Niederösterreich på deres juniorhold. Da hun blev ældre, viste hun et stort potentiale, hvilket blev belønnet med at hun kom på østrigs håndboldlandshold i 2004 i en alder af 17. Hun deltog i EM 2008 hvilket var det tredje EM som Petra deltog i. Hun deltog også i to VM og også i EHF Champions League som finalist.